# Kollárik Péter
Kollárik Péter („Chelloveck”, „Monsterkid Pete”, Miskolc, 1973. március 29. –) magyar műfordító, pedagógus, sci-fi blogger.

## Életrajz
1991-ben Miskolcon, a Kilián György Gimnáziumban érettségizett, majd 1995-ben az egri Eszterházy Károly Tanárképző Főiskola magyar–angol szakán szerzett diplomát. Műfordítással már a főiskolai évek alatt foglalkozott. A tanárképző befejezése után Budapestre költözött, ahol párhuzamosan, esetenként kisebb-nagyobb megszakításokkal tanítással és fordítással foglalkozott. Számos könyvkiadó után került 2004-ben az újrainduló Galaktika magazinhoz.
2007-ben a SFblogs nevű, tudományos-fantasztikus blogrendszer egyik bloggere lett, Chelloveck névvel és címen. Eleinte a magyar sci-fi közélet eseményeiről tudósított, és újonnan megjelent fantasztikus regényekről írt kritikákat, recenziókat, ám az eltelt évek során érdeklődése egyre inkább a klasszikus sci-fi és szörnyfilmek valamint a számítógépes animáció előtti filmtrükkök felé fordult. A blogot lassan felváltotta a hasonló címen működő Facebook rajongói oldal, ahol nemzetközi szinten is folytatta ismeretterjesztő tevékenységét. Ezzel egy időben különféle science fiction rendezvényeken tartott előadásokat, hogy a Magyarországon stabil rajongótábort sajnos nélkülöző, a régi idők filmes kincsei iránt érdeklődő, úgynevezett monsterkid szubkultúrát bemutassa és népszerűsítse. Ennek is köszönhető, hogy 2012 tavaszán elnyerte a Klasszikus Szörnyfilm Szövetség Rondo Hatton-díját, „Az év nemzetközi rajongója” kategóriában. A díj története során az első nem-amerikaiként kapta meg az elismerést.
Kollárik Péter a kutatómunkája során a legtöbb információt Ray Harryhausen Oscar-életműdíjas trükkfilmesről, a stop motion animáció meghatározó és úttörő figurájáról gyűjtött össze. Ennek eredményeként egy életrajzi könyv, A bábjátékos ötlete kezdett körvonalazódni. Adatgyűjtése megkoronázásaként 2012 májusában a filmes vendége is lehetett Harryhausen londoni otthonában. A könyv hamarosan elkészül.

## Műfordításai
- Douglas Adams: Az Élet, a Világmindenség meg Minden (1993, második kiadás: 1998, harmadik kiadás: 2003, negyedik kiadás: 2010)
- Adam Rutledge: A Szabadság Fiai (1994)
- L. Neil Smith: Lando Calrissian és ThonBoka csillagbarlangja (1995)
- Douglas Adams: Jobbára ártalmatlan (1998, második kiadás: 2000, harmadik kiadás: 2003, negyedik kiadás: 2003, ötödik kiadás: 2010)
- K. W. Jeter: Szárnyas fejvadász 2. – Az emberi tényező (1998)
- Douglas Adams: A lélek hosszú, sötét teadélutánja (2000, második kiadás: 2010)
- John Parker: Idegenlégió (2000)
- James Neal Harvey: Törvényen kívül (2000)
- Laura Joh Rowland: A sógun ágyasa (2000, második kiadás: 2011)
- Edwin P. Hoyt: Pearl Harbor (1999)
- Edwin Palmer Hoyt: Villámháború (1999)
- Jack Higgins: Sasok röpte (1998)
- Leon Uris: Megváltás (1999, második kiadás: 2002)
- Terry Jones: Titanic csillaghajó (1998)
- Joan Slonczewski: Génszimfónia (2006)
- Joan Sloczewski: Ajtó az óceánba (2007)
- Rudyard Kipling: Kívánságok háza (2010)
- Delos W. Lovelace: King Kong (2013)
- Sydney J. Bounds: Ragadozók (kisregény, Galaktika 417 XXL, 2024. december)

### Novellafordításai aGalaktikában
- Isaac Asimov: Robotprófécia (176. szám, 2004. november)
- John W. Campbell Jr.: Feledékenység (179. szám, 2005. február)
- Fredric Brown: Aréna (180. szám, 2005. március)
- Robert Sheckley: Mint aki újjászületett (182. szám, 2005. május)
- Robert Silverberg: Parányok vándora (183. szám, 2005. június)
- Ian McDonald: Győzelem (196. szám, 2006. július)
- M. Shayne Bell: Az életért érdemes élni (198. szám, 2006. szeptember)
- Philip K. Dick: James P. Crow (200. szám, 2006. november)
- Jack London: Emlék a pliocénból (201. szám, 2006. december)
- Ellen Klages: Kistestvér rendelésre (MetaGalaktika+ v9.5, 2007)
- Frank M. Robinson: Keleti szél, nyugati szél (220-221. szám, 2008. július, augusztus)
- Ken MacLeod: Óvakodj a vörös törpétől! (222. szám, 2008. szeptember)
- Larry Niven: Az alakváltó fegyver (229. szám, 2009. április)
- Rudyard Kipling: A 007-es (258. szám, 2011. szeptember)
- W. C. Morrows: A szörnygyáros (284. szám, 2013. november[4])
- Fredric Brown: Zaftstekkerék (410. szám, 2024. május)
- Sydney J. Bounds: Űrhajótörött (414. szám, 2024. szeptember)
- Bram Stoker: A Bitó-domb (419. szám, 2025. február)

## Ismeretterjesztő cikkei

Kollárik Péter Rondo Hatton-díja (2012)

- In Memoriam Frank Frazetta (Galaktika, 2010. június)
- Adventures of Pirx - Sci-Fi Served Hungarian Style (CineMagicians, 2012. április) (angolul)
- In Memoriam Ray Harryhausen + részlet A bábjátékos c. Harryhausen-életrajzból (Galaktika XXL, 2013. június)
- King Kong – A világ nyolcadik csodája (Galaktika XXL, 2013. december)

## Érdekességek
A Barátok közt című televíziós sorozatban 2003–2004-ben Lajtha Lajos könyvkereskedő, 2008–2009-ben Dr. Mezei Kornél ügyvéd szerepét alakította.

## Elismerései
- 2012-ben Rondo Hatton-díjat[6] nyert. „Az év nemzetközi rajongója” kategóriában.[7]